# Bargot Topong (dua)
Bargot Topong is een bestuurslaag in het regentschap Padang Sidempuan van de provincie Noord-Sumatra, Indonesië. Bargot Topong telt 999 inwoners (volkstelling 2010).